# Daniele Pace
Daniele Pace (Milano, 20 aprile 1935 – Milano, 24 ottobre 1985) è stato un cantante, paroliere, compositore, cantautore e attore italiano.
È stato inoltre uno dei componenti e fondatori degli Squallor.

## Biografia
Daniele Pace nacque a Milano da genitori di origini pugliesi. La sua carriera di paroliere e compositore lo porterà a riscuotere successi in tutto il mondo, tra i più noti Love Me Tonight, interpretata da Tom Jones. La stessa canzone - scritta da Pace, Lorenzo Pilat e Mario Panzeri - fu presentata al Sanremo 1969 con il titolo originale Alla fine della strada, cantata da Junior Magli e dai Casuals ed eliminata prima della finale.
Scrive, portata al successo dai Nomadi Ho difeso il mio amore, la versione con testo in italiano del brano Nights in White Satin scritto da Justin Hayward e pubblicato originariamente dai Moody Blues.
La carriera musicale di Daniele Pace iniziò fin da giovane con la partecipazione a numerosi concorsi canori e con la formazione del gruppo I Marcellini, di cui fu voce solista e che lo portò a girare l'Italia.
La svolta avvenne nei primi anni sessanta quando Pace conobbe Mario Panzeri, già autore di molte canzoni di successo, iniziando con lui un proficuo sodalizio; parallelamente pubblicò alcuni singoli da cantautore. A loro si aggiunse in seguito Lorenzo Pilat, formando il celeberrimo trio Pace-Panzeri-Pilat, e Corrado Conti, strumentista dell'orchestra del Teatro alla Scala con la passione della musica leggera.
Daniele Pace scrisse - per cantanti e complessi - brani della musica italiana divenuti molto celebri. Ricordiamo: La pioggia per Gigliola Cinquetti, Non illuderti mai, L'altalena, Io tu e le rose, Tipitipitì e Via dei ciclamini per Orietta Berti, E la luna bussò per Loredana Bertè, Nessuno mi può giudicare per Caterina Caselli. Fra gli altri interpreti che hanno cantato le sue canzoni vi sono i Camaleonti, Marcella Bella, Pupo e i Ricchi e Poveri.
Nel 1971, in piena crisi discografica, Daniele Pace assieme ad Alfredo Cerruti, Giancarlo Bigazzi, Totò Savio e Elio Gariboldi fondò il gruppo degli Squallor, che divenne inaspettatamente un fenomeno di culto, e che ottenne anche un buon successo discografico, nonostante la presenza della censura fosse ancora molto forte in Italia negli anni settanta. Negli Squallor Daniele Pace contribuì alla stesura dei testi, fino alla sua prematura scomparsa.
Nel 1979 Pace incise anche un disco solista, intitolato Vitamina C, da cui venne tratto il 45 giri di successo Che t'aggia fà (in versione cantata e strumentale) che divenne anche sigla televisiva de La sberla.
Nel 1984 Daniele Pace fu tra gli interpreti del film Arrapaho, diretto da Ciro Ippolito e ispirato all'album omonimo degli Squallor. In questo film, nella parte di un capo indiano, il grande capo Palla Pesante, per propiziare la pioggia canta il ritornello della canzone che anni prima aveva scritto per Gigliola Cinquetti, appunto La pioggia. L'anno successivo Ciro Ippolito diresse il film a episodi Uccelli d'Italia, ispirato ancora a un album omonimo del gruppo. Tra i vari ruoli interpretati da Pace in questo film c'è anche quello di un defunto che sul letto di morte viene vegliato dalla vedova (interpretata da Alfredo Cerruti).
Daniele Pace morì d'infarto a cinquant'anni il 24 ottobre 1985. Riposa al cimitero maggiore di Milano.
I figli Matteo e Attilio Pace continuano l'attività del padre come autori.

## Discografia

### Album in studio
- 1979 – Vitamina C (Baby Records, BR 56004, LP)

### Singoli
- 1962 – Al km. 121/Dice una leggenda (Acquario, AN 301, 7")
- 1962 – Le tue ciglia/Come in un valzer (Acquario, AN 309, 7")
- 1963 – Il bianchino/Un valzer così così (Acquario, AN 319, 7")
- 1963 – Il cestino della carta straccia/Non è uno scherzo (Acquario, 7")
- 1979 – Che t'aggia fa'/Dimmi che t'aggia fa' (Baby Records, BR 086, 7")
- 1979 – Che t'aggia fa/Orgasmo (Baby Records, BAB 03-11, 7") pubblicato in Portogallo
- 1980 – Piccere'/San Gennaro (Baby Records, BR 50208, 7")
- 1980 – Black Out/Mamma Margherita (Baby Records, 50223, 7")

### Partecipazioni
- 1962 – Abito da sera (CGD, SB 1015, LP), con Lilian Terry ed il sestetto di Enrico Intra, Pace interpreta Come in un valzer e Le tue ciglia

## Filmografia
- Arrapaho, regia di Ciro Ippolito (1984)
- Uccelli d'Italia, regia di Ciro Ippolito (1985)

## Canzoni scritte da Daniele Pace (parziale)
| Anno | Titolo (Titolo originale)                                             | Autori del testo                                  | Autori della musica                           | Interpreti                                             |
| ---- | --------------------------------------------------------------------- | ------------------------------------------------- | --------------------------------------------- | ------------------------------------------------------ |
| 1961 | Carolina dai                                                          | Daniele Pace e Mario Panzeri                      | Daniele Pace e Mario Panzeri                  | Sergio Bruni e Rocco Granata                           |
| 1961 | Topolino                                                              | Daniele Pace e Dorothy Fields                     | Perry Botkin, jr                              | Gil Fields and the Fraternity Brothers                 |
| 1964 | Mi ricorderò                                                          | Umbertino Di Caprio                               | Daniele Pace                                  | Connie Francis                                         |
| 1964 | Prima o poi...telefonerai                                             | Daniele Pace                                      | Bruno Canfora                                 | Gigliola Cinquetti                                     |
| 1964 | E il treno va                                                         | Daniele Pace e Gian Carlo Testoni; Jacques Plante | Hedy West                                     | Richard Anthony                                        |
| 1965 | Sifolina                                                              | Daniele Pace e Mario Panzeri                      | Daniele Pace e Mario Panzeri                  | Claudio Villa                                          |
| 1965 | Non credere a lui                                                     | Daniele Pace                                      | Giovanni Alceo Guatelli                       | Delfo                                                  |
| 1966 | Nessuno mi può giudicare                                              | Miki Del Prete e Luciano Beretta                  | Daniele Pace e Mario Panzeri                  | Caterina Caselli                                       |
| 1966 | L'uomo d'oro                                                          | Daniele Pace                                      | Mario Panzeri e Alceo Guatelli                | Caterina Caselli                                       |
| 1966 | Dove andranno i nostri fiori (Where all the flowers gone)             | Daniele Pace                                      | Pete Seeger                                   | Tony Cucchiara e Nelly Fioramonti, Jonathan e Michelle |
| 1966 | La ragazza che mi va                                                  | Daniele Pace e Mario Panzeri                      | Daniele Pace e Mario Panzeri                  | Claudio Lippi                                          |
| 1966 | Se tu vuoi                                                            | Daniele Pace e Mario Panzeri                      | Daniele Pace e Mario Panzeri                  | Claudio Lippi                                          |
| 1966 | Come mai                                                              | Daniele Pace                                      | Mario Panzeri e Lorenzo Pilat                 | Caterina Caselli                                       |
| 1967 | Una storia d'amore                                                    | Daniele Pace e Mario Panzeri                      | E. Pontiack                                   | Caterina Caselli                                       |
| 1967 | Una storia d'amore                                                    | Daniele Pace e Mario Panzeri                      | E. Pontiack                                   | Gigliola Cinquetti                                     |
| 1967 | Non c'è niente di nuovo                                               | Daniele Pace e Mario Panzeri                      | Daniele Pace e Mario Panzeri                  | Camaleonti                                             |
| 1967 | Io tu e le rose                                                       | Daniele Pace e Mario Panzeri                      | Brinniti                                      | Orietta Berti e Les Compagnons de la Chanson           |
| 1967 | Sono bugiarda                                                         | Daniele Pace e Mogol                              | Neil Diamond                                  | Caterina Caselli                                       |
| 1967 | Accendi una stella                                                    | Daniele Pace                                      | Neil Diamond                                  | I Chiodi                                               |
| 1967 | La rosa nera                                                          | Daniele Pace e Mario Panzeri                      | Lorenzo Pilat                                 | Gigliola Cinquetti                                     |
| 1967 | L'ora dell'amore (Homburg)                                            | Daniele Pace                                      | Gary Brooker                                  | Camaleonti                                             |
| 1967 | C'è chi spera                                                         | Daniele Pace e Mario Panzeri                      | Giancarlo Colonnello                          | Riki Maiocchi e Marianne Faithfull                     |
| 1967 | Dedicato all'amore                                                    | Alberto Testa                                     | Daniele Pace e Flavio Carraresi               | Peppino di Capri e Dionne Warwick                      |
| 1967 | Guardati alle spalle                                                  | Luciano Beretta                                   | Daniele Pace                                  | Nicola Di Bari e Gene Pitney                           |
| 1967 | A che serve volare                                                    | Daniele Pace                                      | Roberto Carlos Braga                          | Roberto Carlos Braga                                   |
| 1967 | La donna di un amico mio                                              | Daniele Pace                                      | Roberto Carlos Braga                          | Roberto Carlos Braga                                   |
| 1967 | Sole spento                                                           | Daniele Pace, Mario Panzeri e Lorenzo Pilat       | Daniele Pace, Mario Panzeri e Lorenzo Pilat   | Caterina Caselli                                       |
| 1968 | Ho difeso il mio amore (Nights in White Satin)                        | Daniele Pace                                      | Justin Hayward                                | Bit-Nik, I Nomadi e I Profeti                          |
| 1968 | Io per lei (To give the reason I live)                                | Daniele Pace                                      | Bob Crewe                                     | Camaleonti                                             |
| 1968 | Torna Liebelei                                                        | Daniele Pace e Mario Panzeri                      | Gene Colonnello                               | Camaleonti                                             |
| 1968 | La tramontana                                                         | Daniele Pace e Mario Panzeri                      | Daniele Pace e Mario Panzeri                  | Antoine e Gianni Pettenati                             |
| 1968 | La tua voce                                                           | Daniele Pace                                      | Totò Savio                                    | I Profeti                                              |
| 1968 | L'orologio                                                            | Daniele Pace, Mario Panzeri e Lorenzo Pilat       | Daniele Pace, Mario Panzeri e Lorenzo Pilat   | Caterina Caselli                                       |
| 1968 | Bagnata come un pulcino                                               | Ivo Callegari                                     | Daniele Pace e Mario Panzeri                  | Caterina Caselli                                       |
| 1969 | Il mio amore è una ruota                                              | Daniele Pace e Mario Panzeri                      | Elio Isola                                    | France Gall                                            |
| 1969 | Viso d'angelo                                                         | Daniele Pace e Mario Panzeri                      | Elio Isola e Flavio Carraresi                 | Camaleonti                                             |
| 1969 | La pioggia                                                            | Daniele Pace e Mario Panzeri                      | Gianni Argenio e Corrado Conti                | Gigliola Cinquetti e France Gall                       |
| 1969 | Emanuel                                                               | Daniele Pace, Mario Panzeri e Lorenzo Pilat       | Daniele Pace, Mario Panzeri e Lorenzo Pilat   | Caterina Caselli                                       |
| 1969 | Il ballo di una notte                                                 | Daniele Pace, Mario Panzeri e Ivo Callegari       | Daniele Pace, Mario Panzeri e Ivo Callegari   | Caterina Caselli                                       |
| 1969 | Alla fine della strada                                                | Daniele Pace e Mario Panzeri                      | Lorenzo Pilat                                 | Junior Magli e The Casuals                             |
| 1970 | L'umanità (Sympathy)                                                  | Daniele Pace                                      | Rare Bird                                     | Caterina Caselli                                       |
| 1970 | Nel 2023 (In the Year 2525)                                           | Daniele Pace                                      | Rick Evans                                    | Caterina Caselli e Dalida                              |
| 1970 | La mia vita, la nostra vita (Girl I got news for you)                 | Daniele Pace e Mogol                              | Shel Shapiro e Puccetti                       | Caterina Caselli                                       |
| 1970 | La ragione c'è                                                        | Daniele Pace                                      | Ivo Callegari                                 | Caterina Caselli                                       |
| 1971 | La casa degli angeli (I am... I said...)                              | Daniele Pace                                      | Neil Diamond                                  | Caterina Caselli                                       |
| 1971 | Io e te                                                               | Daniele Pace                                      | Ennio Morricone                               | Massimo Ranieri                                        |
| 1971 | La parola addio                                                       | Daniele Pace                                      | Fred Jorge                                    | Roberto Carlos Braga                                   |
| 1971 | Amsterdam                                                             | Daniele Pace e Mario Panzeri                      | Pino Calvi                                    | Rosanna Fratello e Nino Ferrer                         |
| 1971 | Jesus Cristo                                                          | Daniele Pace                                      | Roberto Carlos Braga ed Erasmo Carlos         | Roberto Carlos Braga                                   |
| 1972 | Gira l'amore (caro bebè)                                              | Daniele Pace e Mario Panzeri                      | Daniele Pace e Mario Panzeri                  | Gigliola Cinquetti                                     |
| 1972 | Come è buia la città (Ain't No Sunshine)                              | Daniele Pace                                      | Bill Withers                                  | Caterina Caselli                                       |
| 1972 | Per chi (Without You)                                                 | Daniele Pace                                      | Ham ed Evans                                  | Caterina Caselli                                       |
| 1972 | Il silenzio vale più delle parole (We Have All the Time in the World) | Daniele Pace                                      | John Barry e H. David                         | Caterina Caselli                                       |
| 1972 | Lady Eleonora (Lady Eleanor)                                          | Daniele Pace                                      | Alan Hull                                     | Caterina Caselli                                       |
| 1972 | L'orizzonte                                                           | Daniele Pace e Mario Panzeri                      | Aldo Cazzulani                                | Orietta Berti                                          |
| 1972 | Carmen                                                                | Daniele Pace                                      | Aldo Cazzulani, Lorenzo Pilat e Mario Panzeri | Orietta Berti                                          |
| 1972 | Quanto è bella lei                                                    | Daniele Pace e Mario Panzeri                      | Lorenzo Pilat                                 | Gianni Nazzaro                                         |
| 1972 | Stasera ti dico di no                                                 | Daniele Pace e Mario Panzeri                      | Gianni Argenio e Corrado Conti                | Orietta Berti                                          |
| 1973 | L'uomo che non c'era                                                  | Daniele Pace                                      | Aldo Cazzulani e Mario Panzeri                | Orietta Berti                                          |
| 1974 | Per questo dissi addio                                                | Daniele Pace e Mario Panzeri                      | Aldo Cazzulani                                | Orietta Berti                                          |
| 1975 | Seguila                                                               | Daniele Pace e Mario Panzeri                      | Corrado Conti                                 | Caterina Caselli                                       |
| 1976 | Meglio libera                                                         | Daniele Pace e Oscar Avogadro                     | Umberto Napolitano e Mario Tessuto            | Loredana Bertè                                         |
| 1976 | Spiagge di notte                                                      | Daniele Pace                                      | Daniele Pace                                  | Loredana Bertè                                         |
| 1976 | Gli occhi di tua madre                                                | Daniele Pace e Oscar Avogadro                     | Sandro Giacobbe                               | Sandro Giacobbe                                        |
| 1976 | Scarpe da poco                                                        | Daniele Pace e Oscar Avogadro                     | Ivano Fossati e Oscar Prudente                | Oscar Prudente                                         |
| 1976 | A far l'amore comincia tu                                             | Daniele Pace e Gianni Boncompagni                 | Franco Bracardi e Gianni Boncompagni          | Raffaella Carrà                                        |
| 1976 | Scendo qua                                                            | Daniele Pace e Oscar Avogadro                     | Oscar Prudente                                | Oscar Prudente                                         |
| 1976 | Iaia                                                                  | Daniele Pace e Oscar Avogadro                     | Mario Lavezzi                                 | Mario Lavezzi                                          |
| 1976 | Le tue ali                                                            | Daniele Pace e Oscar Avogadro                     | Mario Lavezzi                                 | Mario Lavezzi                                          |
| 1976 | Indocina                                                              | Daniele Pace e Oscar Avogadro                     | Mario Lavezzi                                 | Mario Lavezzi Loredana Bertè                           |
| 1976 | Un discorso                                                           | Daniele Pace e Oscar Avogadro                     | Mario Lavezzi                                 | Mario Lavezzi                                          |
| 1976 | C'è chi si fida                                                       | Daniele Pace e Oscar Avogadro                     | Mario Lavezzi                                 | Mario Lavezzi                                          |
| 1976 | Butta via                                                             | Daniele Pace e Oscar Avogadro                     | Mario Lavezzi                                 | Mario Lavezzi                                          |
| 1976 | Nell'aria                                                             | Daniele Pace e Oscar Avogadro                     | Mario Lavezzi                                 | Mario Lavezzi                                          |
| 1976 | Serenade                                                              | Oscar Avogadro                                    | Daniele Pace e Mario Lavezzi                  | Mario Lavezzi                                          |
| 1977 | Nel ghetto                                                            | Daniele Pace e Oscar Avogadro                     | Alberto Radius                                | Alberto Radius                                         |
| 1977 | Pensami                                                               | Lorenzo Pilat e Oscar Avogadro                    | Daniele Pace e Alberto Radius                 | Alberto Radius                                         |
| 1977 | Quando il tempo sarà un prato                                         | Daniele Pace e Oscar Avogadro                     | Alberto Radius                                | Alberto Radius                                         |
| 1977 | Che cosa sei                                                          | Daniele Pace e Oscar Avogadro                     | Alberto Radius                                | Alberto Radius                                         |
| 1977 | Il respiro di Laura                                                   | Daniele Pace e Oscar Avogadro                     | Alberto Radius                                | Alberto Radius                                         |
| 1977 | Ricette                                                               | Daniele Pace e Oscar Avogadro                     | Alberto Radius                                | Alberto Radius                                         |
| 1977 | Celebrai                                                              | Daniele Pace e Oscar Avogadro                     | Alberto Radius                                | Alberto Radius                                         |
| 1977 | Carta straccia                                                        | Daniele Pace e Oscar Avogadro                     | Alberto Radius                                | Alberto Radius                                         |
| 1977 | Stai con me sto con te                                                | Daniele Pace e Oscar Avogadro                     | Alberto Radius                                | Alberto Radius                                         |
| 1977 | Un amore maledetto                                                    | Daniele Pace e Oscar Avogadro                     | Alberto Radius                                | Alberto Radius                                         |
| 1977 | Non ti ricorda il vento                                               | Daniele Pace e Oscar Avogadro                     | Alberto Radius                                | Alberto Radius                                         |
| 1978 | Il buio e tu                                                          | Daniele Pace e Oscar Avogadro                     | Ciro Sebastianelli                            | Ciro Sebastianelli                                     |
| 1978 | Tanti Auguri                                                          | Daniele Pace e Gianni Boncompagni                 | Gianni Boncompagni e Paolo Ormi               | Raffaella Carrà                                        |
| 1978 | Anna Anna                                                             | Daniele Pace e Oscar Avogadro                     | Donato Ciletti e Claudio Cavallaro            | Donato Ciletti                                         |
| 1978 | Ciao                                                                  | Daniele Pace e Enzo Ghinazzi                      | Enzo Ghinazzi e Giovanni Tinti                | Pupo                                                   |
| 1978 | Gabriella                                                             | Daniele Pace                                      | Enzo Ghinazzi                                 | Pupo                                                   |
| 1978 | Filobus                                                               | Daniele Pace e Oscar Avogadro                     | Mario Lavezzi                                 | Mario Lavezzi                                          |
| 1978 | Amico Giorno                                                          | Daniele Pace e Oscar Avogadro                     | Mario Lavezzi                                 | Mario Lavezzi Loredana Bertè                           |
| 1978 | Io amo te                                                             | Daniele Pace e Oscar Avogadro                     | Mario Lavezzi                                 | Mario Lavezzi                                          |
| 1978 | Kitti                                                                 | Daniele Pace e Oscar Avogadro                     | Mario Lavezzi                                 | Mario Lavezzi                                          |
| 1978 | Malinconia                                                            | Daniele Pace e Oscar Avogadro                     | Mario Lavezzi                                 | Mario Lavezzi                                          |
| 1978 | Mi sento macchina                                                     | Daniele Pace e Oscar Avogadro                     | Mario Lavezzi                                 | Mario Lavezzi                                          |
| 1978 | Valigia a rotelle                                                     | Daniele Pace e Oscar Avogadro                     | Mario Lavezzi                                 | Mario Lavezzi                                          |
| 1978 | Ricominciare                                                          | Daniele Pace e Oscar Avogadro                     | Mario Lavezzi                                 | Mario Lavezzi                                          |
| 1979 | Cartolina                                                             | Daniele Pace e Oscar Avogadro                     | Mario Lavezzi                                 | Mario Lavezzi                                          |
| 1979 | In alto mare                                                          | Daniele Pace e Oscar Avogadro                     | Mario Lavezzi                                 | Mario Lavezzi Loredana Bertè                           |
| 1979 | Cioè Cioè                                                             | Daniele Pace e Oscar Avogadro                     | Mario Lavezzi                                 | Mario Lavezzi                                          |
| 1979 | Darling                                                               | Daniele Pace e Oscar Avogadro                     | Mario Lavezzi                                 | Mario Lavezzi                                          |
| 1979 | Dove hai messo                                                        | Daniele Pace e Oscar Avogadro                     | Mario Lavezzi                                 | Mario Lavezzi                                          |
| 1979 | Guerriero                                                             | Daniele Pace e Oscar Avogadro                     | Mario Lavezzi                                 | Mario Lavezzi                                          |
| 1979 | Professore                                                            | Daniele Pace e Oscar Avogadro                     | Mario Lavezzi                                 | Mario Lavezzi Loredana Bertè                           |
| 1979 | America Goo Bye                                                       | Daniele Pace e Oscar Avogadro                     | Alberto Radius                                | Alberto Radius                                         |
| 1979 | Poliziotto                                                            | Daniele Pace e Oscar Avogadro                     | Alberto Radius                                | Alberto Radius                                         |
| 1979 | California Bill                                                       | Daniele Pace e Oscar Avogadro                     | Alberto Radius                                | Alberto Radius                                         |
| 1979 | Il buffone                                                            | Daniele Pace e Oscar Avogadro                     | Alberto Radius                                | Alberto Radius                                         |
| 1979 | Coccodrilli bianchi                                                   | Daniele Pace e Oscar Avogadro                     | Alberto Radius                                | Alberto Radius                                         |
| 1979 | Patricia                                                              | Daniele Pace e Oscar Avogadro                     | Alberto Radius                                | Alberto Radius                                         |
| 1979 | Giù                                                                   | Daniele Pace e Oscar Avogadro                     | Alberto Radius                                | Alberto Radius                                         |
| 1979 | Las Vegas                                                             | Daniele Pace e Oscar Avogadro                     | Alberto Radius                                | Alberto Radius                                         |
| 1979 | Quell'attimo in più                                                   | Daniele Pace e Oscar Avogadro                     | Mario Lavezzi                                 | Camaleonti                                             |
| 1979 | Sarà un fiore                                                         | Daniele Pace e Mario Panzeri                      | Corrado Conti e Mario Panzeri                 | Enrico Beruschi                                        |
| 1979 | Forse                                                                 | Daniele Pace e Paolo Barabani                     | Enzo Ghinazzi                                 | Pupo                                                   |
| 1979 | A me mi piace vivere alla grande                                      | Daniele Pace, Oscar Avogadro e Franco Fanigliulo  | Riccardo Borghetti e Franco Fanigliulo        | Franco Fanigliulo                                      |
| 1979 | Ciao Barbarella                                                       | Daniele Pace e Oscar Avogadro                     | Ciro Sebastianelli                            | Ciro Sebastianelli                                     |
| 1979 | La pioggia, il sole                                                   | Daniele Pace                                      | Corrado Conti                                 | Roberta Voltolini                                      |
| 1979 | La spirale                                                            | Daniele Pace                                      | Gian Piero Reverberi                          | Daniele Pace                                           |
| 1979 | Ma che casino                                                         | Daniele Pace                                      | Corrado Conti e Mario Panzeri                 | Daniele Pace                                           |
| 1979 | Che t'aggia fà                                                        | Daniele Pace e G. Grossi                          | Corrado Conti                                 | Daniele Pace                                           |
| 1979 | Gennaro                                                               | Daniele Pace                                      | Corrado Conti                                 | Daniele Pace                                           |
| 1979 | Mamma Margherita                                                      | Daniele Pace                                      | Corrado Conti e Mario Panzeri                 | Daniele Pace                                           |
| 1979 | Piccerè                                                               | Daniele Pace                                      | Corrado Conti e Mario Panzeri                 | Daniele Pace                                           |
| 1979 | Vaffanculo                                                            | Daniele Pace                                      | Daniele Pace                                  | Daniele Pace                                           |
| 1979 | Donna Maddalena                                                       | Daniele Pace                                      | Corrado Conti                                 | Daniele Pace                                           |
| 1979 | Chiano chiano                                                         | Daniele Pace                                      | Corrado Conti                                 | Daniele Pace                                           |
| 1979 | Orgasmo                                                               | Daniele Pace                                      | Gian Piero Reverberi                          | Daniele Pace                                           |
| 1979 | E la luna bussò                                                       | Daniele Pace e Oscar Avogadro                     | Mario Lavezzi                                 | Loredana Bertè                                         |
| 1980 | In alto mare                                                          | Daniele Pace e Oscar Avogadro                     | Mario Lavezzi                                 | Loredana Bertè                                         |
| 1981 | Sarà perché ti amo                                                    | Daniele Pace e Enzo Ghinazzi                      | Dario Farina                                  | Ricchi e Poveri                                        |
| 1981 | E penso a te                                                          | Cristiano Minellono                               | Daniele Pace e Gabriele Balducci              | Ricchi e Poveri                                        |
| 1982 | America in                                                            | Daniele Pace e Mario Panzeri                      | Corrado Conti                                 | Orietta Berti                                          |
| 1983 | Volevo dirti                                                          | Daniele Pace e Donatella Milani                   | Zucchero Fornaciari                           | Donatella Milani                                       |
| 1983 | Notte e giorno                                                        | Daniele Pace                                      | Angelo Valsiglio                              | Barbara Boncompagni                                    |
| 1983 | Mi sono innamorato di mia moglie                                      | Daniele Pace                                      | Daniele Pace e M. Russo                       | Gianni Nazzaro                                         |
| 1984 | Tell me now                                                           | Daniele Pace e Paolo Lunghi                       | Angelo Valsiglio e Roberto Talarico           | Under Final                                            |
| 1984 | Amore amore                                                           | Daniele Pace                                      | Daniele Pace e Corrado Conti                  | Marisa Sannia                                          |
| 1985 | Via con me                                                            | Daniele Pace                                      | Claudio Mattone                               | Eduardo De Crescenzo                                   |